# رستم شيلاييف
رستم شيلاييف (بالروسية: Шелаев, Рустам Хабибулович)‏ هو لاعب كرة قدم روسي في مركز حراسة المرمى، ولد في 30 مارس 1976. لعب مع أنجي محج قلعة ونادي دينامو الداغستاني.